# Ermita de Sant Joan
L'Ermita di Sant Joan è un eremo che si trova sul colle che sovrasta la città di Blanes in Catalogna (Spagna) e che prende il nome dal vicino Castell de Sant Joan, del quale era la cappella.
Documentata già dal XIII secolo, dal XVII secolo diventa centro di pellegrinaggio in onore di san Giovanni Battista. 
L'eremo, così come il castello, è stato oggetto di un recente restauro concluso nel 1991.